# Georg Schröder (Richter)
Georg Schröder (* 13. Oktober 1905; † 6. März 1983) war ein deutscher Jurist und Richter am Bundesarbeitsgericht.

## Leben und Wirken
Schröder trat 1933 der NSDAP bei und wurde 1940 Leiter der Abteilung Feindvermögen in den besetzten Niederlanden, wo ihm später auch die Wirtschaftsprüfstelle unterstellt wurde. Von 1956 bis 1973 war er Bundesrichter am Bundesarbeitsgericht, dort von 1969 bis 1972 Senatspräsident und von 1972 bis 1973 Vorsitzender Richter.